# Вілі (трюк)

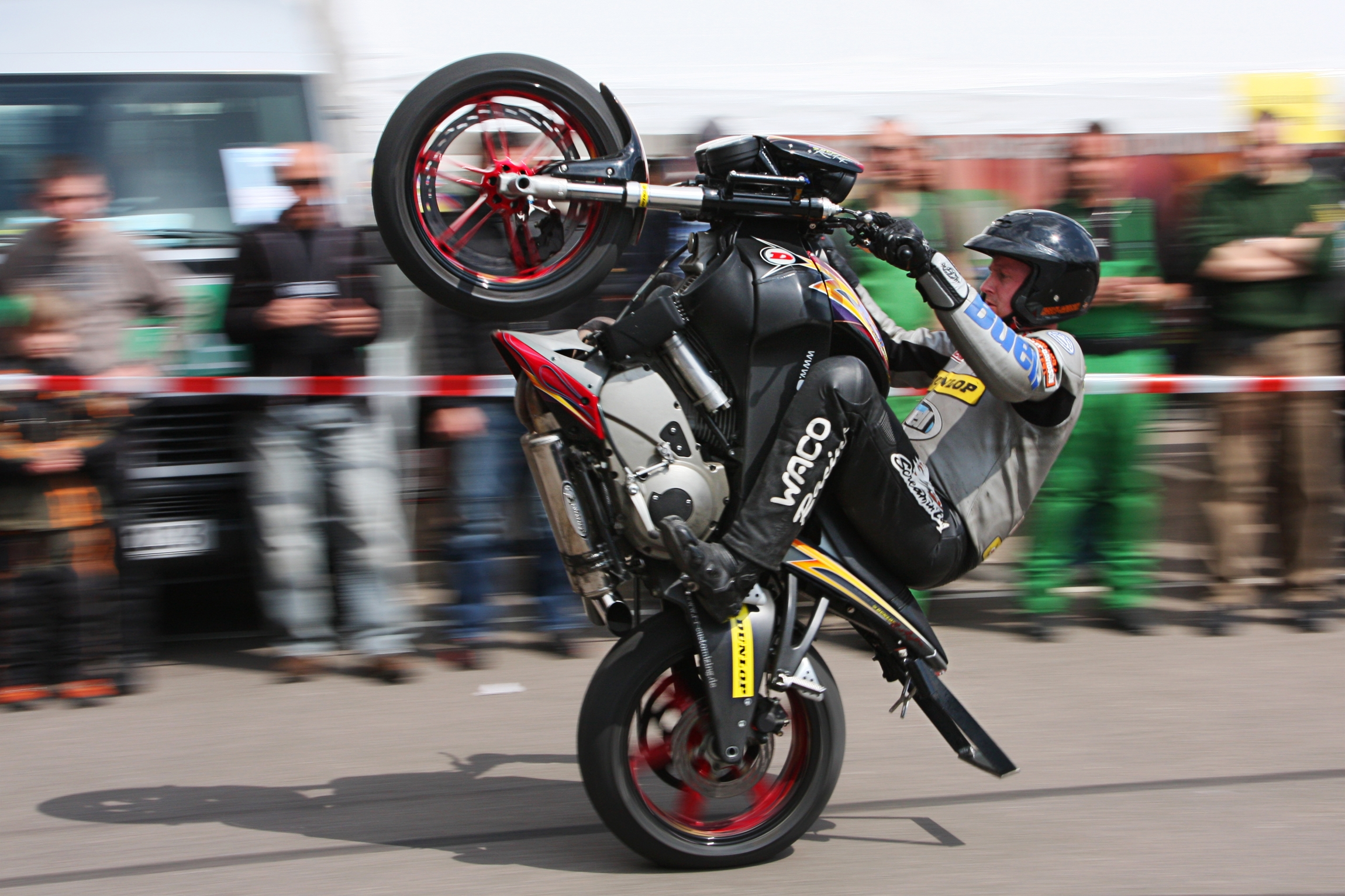
Вілі на мотоциклі

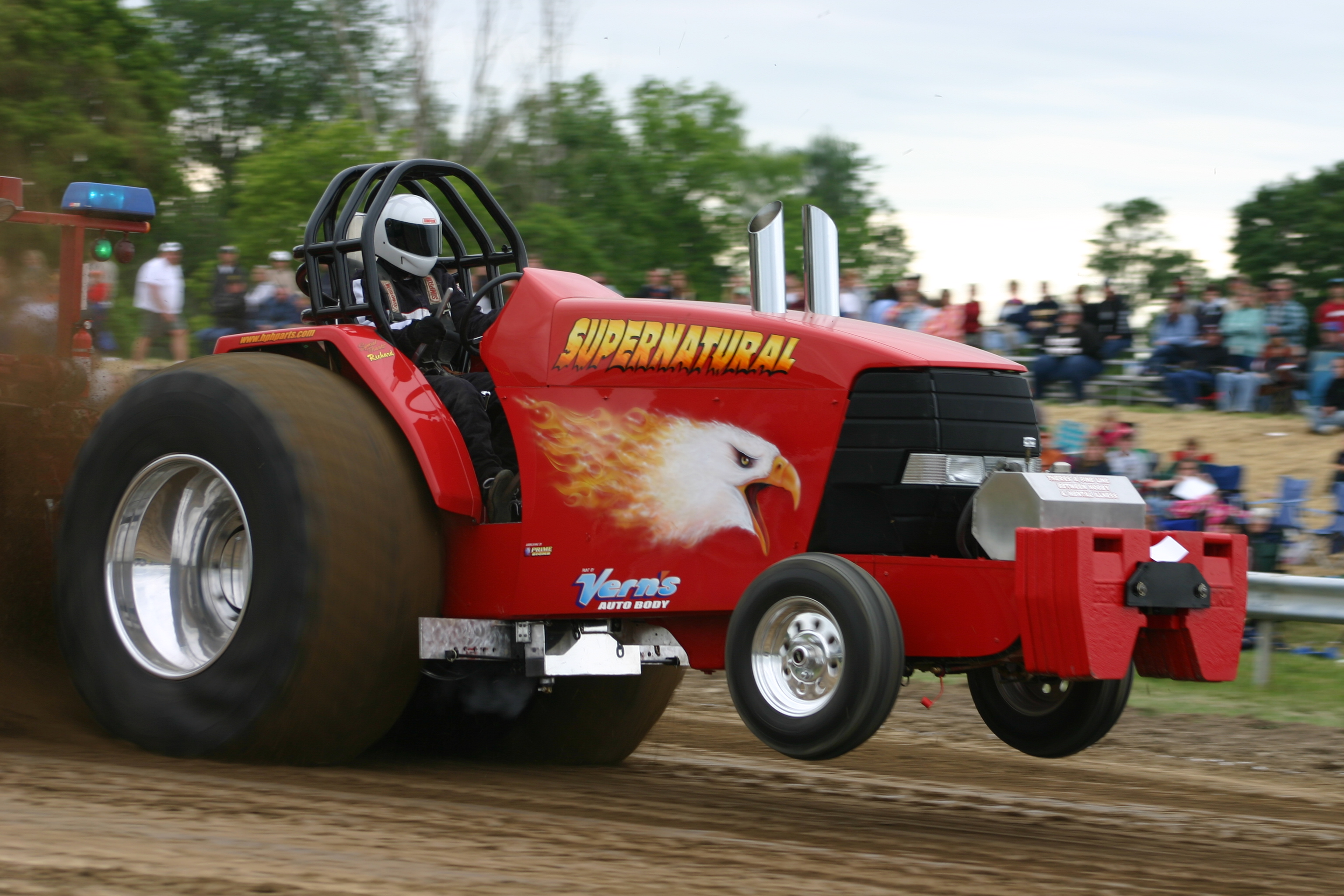
Вілі на тракторних перегонах

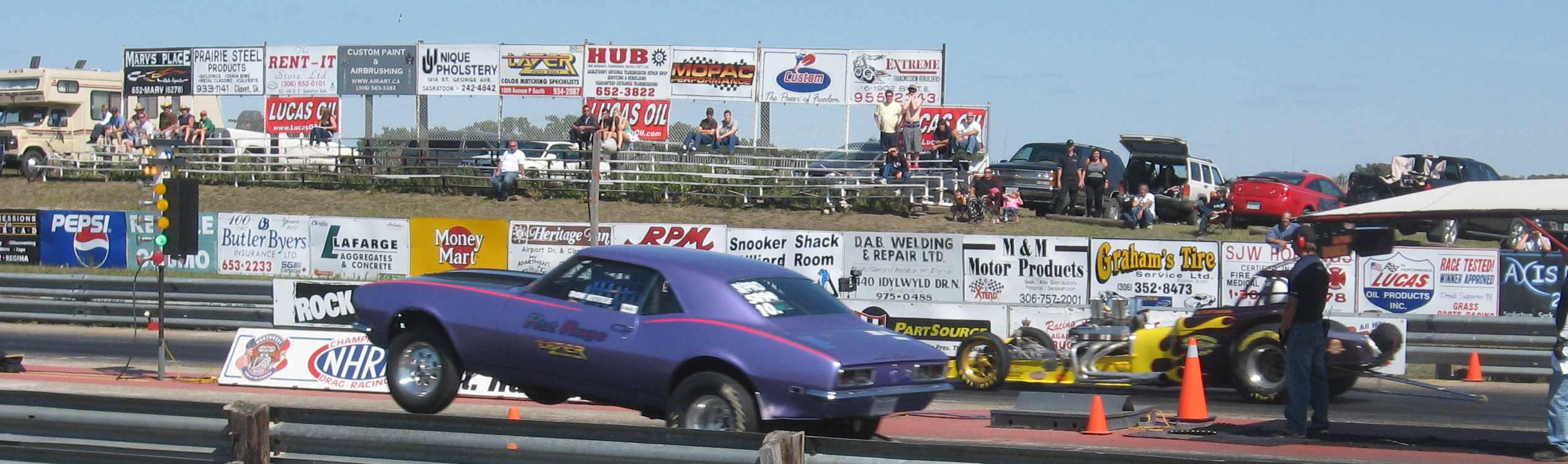
Вілі на дрег-рейсінгу

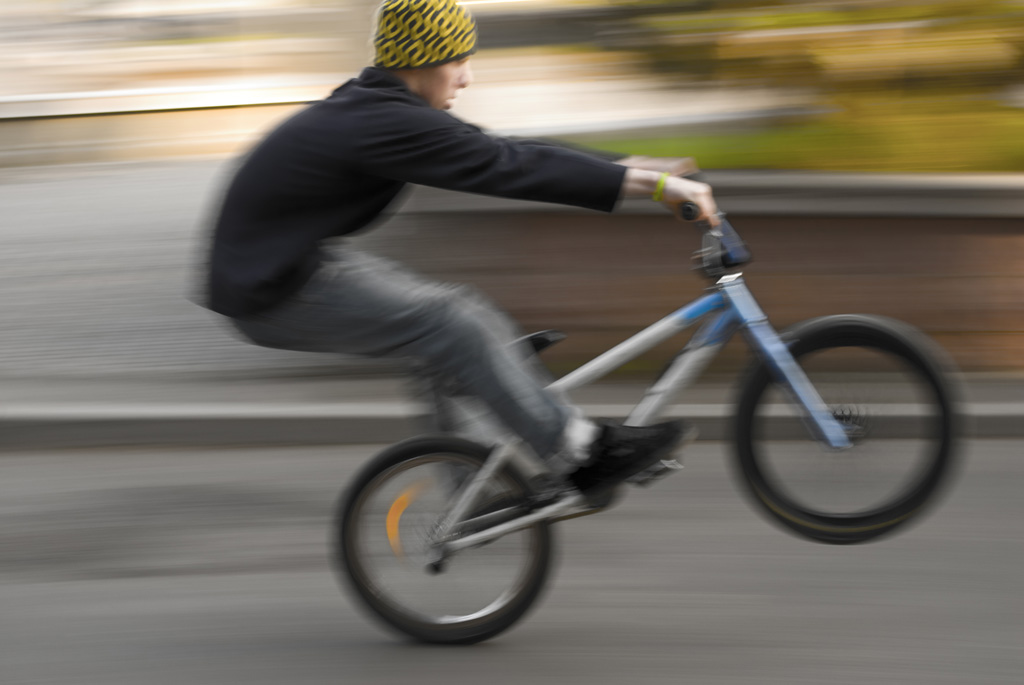
Manual на велосипеді BMX

В акробатиці транспортних засобів, вілі (англ. wheelie — колесо) являє собою маневр транспортного засобу, в якому переднє колесо або колеса відриваються від землі за рахунок достатнього крутного моменту, прикладеного до заднього колеса або коліс, або руху водія по відношенню до транспортного засобу. Вілі зазвичай асоціюється з велосипедами та мотоциклами, але це можна зробити з іншими транспортними засобами, такими як автомобілі, особливо у дрег-рейсінгу та тракторних перегонах.

## Історія
Вперше вілі було зроблено в 1890 році трюковим велосипедистом Даніелем Дж. Канарі, незабаром після того, як сучасні велосипеди стали популярними. Вілі з'являються в популярній культурі ще в 1943 році, коли моторизована кіннота армії США була зображена в журналі Life, виконуючи швидкісні вілі. Зірвиголова Evel Knievel виконував мотоциклетну акробатику, яка включала вілі у своїх шоу. Дуг «Король Вілі» Домокос здійснив такі подвиги, як 233 кілометрове вілі.

## Типи
Типи вілі можна розділити на дві широкі категорії:
1. Вілі, у яких потужність транспортного засобу сама по собі достатня, як описано в розділі «Фізика» нижче. До них належать:
  - Вілі за допомогою зчеплення: виконуються за допомогою збільшення обертів двигуна з вимкненим зчепленням, а потім різкого вмикання зчеплення.
  - Павер вілі: виконуються простим відкриттям дроселя. Якщо двигун має достатню потужність, він зможе підняти переднє колесо.
2. Вілі, виконані за допомогою динаміки підвіски або руху вершника. До них належать:
  - Bounce wheelies або slap wheelies: виконуються шляхом відкриття та закриття дросельної заслінки вчасно з відбиванням підвіски або шини, рухом водія або будь-якою комбінацією цих трьох.
  - Manuals: виконуються без прикладення крутного моменту на заднє колесо, але замість того, переміщенням тіла вершника назад відносно велосипеда, а потім тягнінням назад за кермо наприкінці доступного руху.

### Велосипеди
Вілі — це поширений трюк у artistic cycling та велофристайлі. Велосипед врівноважується вагою вершника, а іноді і використанням заднього гальма. Стиль велосипеда «вілі байк» має місце для сидіння (а отже і центр маси) майже над заднім колесом, що полегшує виконання вілі.

### Мотоцикл

Вілі в Індії

Вілі — це також поширений трюк на мотоциклі. Принцип такий самий, як велосипедне вілі, але дросель та заднє гальмо використовуються для контролю вілі, тоді як мотоцикліст використовує масу тіла та рульове управління для контролю напрямку інерції обертання переднього колеса, що діє як баланс.
Світовий рекорд найшвидшого вілі 307.86 км/год належить Patrik Furstenhoff 1го квітня 1999 року.
Світовий рекорд найшвидшого вілі більше 1 км на швидкості 343,388 км/год (213,371 миля/год), встановлено Егбертом ван Попта на летовищі Елвінгтон в Йоркширі, Англія.
У деяких країнах, таких як Велика Британія та США, мотоциклісти, які виконують вілі на дорогах загального користування, можуть бути притягнуті до кримінальної відповідальності за небезпечне керування , за злочин, який може призвести до великого штрафу та заборони їзди терміном на рік або більше.
У Пакистані, Індії та деяких інших країнах забороняється виконувати подібні трюки. Якщо когось спіймають при здійсненні цих дій, мотоцикл може конфіскований, а мотоциклісту потенційно загрожує ув'язнення.

### Автомобілі
Вілі є поширеними у мото- та автодрег-рейсингу, де вони представляють крутний момент, витрачений на піднімання передньої частини, а не на рух транспортного засобу вперед. Вони, як правило, призводять до підняття центру маси, що обмежує максимальне прискорення. За відсутності вілі-стійок цей ефект кількісно визначається у розділі фізики нижче. Якщо вілі-стійки присутні, то вілі призводить до зменшення навантаження на задні ведучі колеса разом із відповідним зниженням тертя.

### Снігоходи
Вілі можливі з деякими снігоходами, завдяки чому саме лижі піднімаються від землі.

### Інвалідні коляски
Деякі користувачі інвалідних візків можуть навчитися балансувати своє крісло на задніх колесах та робити вілі. Це дає їм змогу підніматися та спускатися бордюрами та маневрувати через невеликі перешкоди. Іноді танцівники на інвалідних візках виконують вілі.

## Вілі-стійки

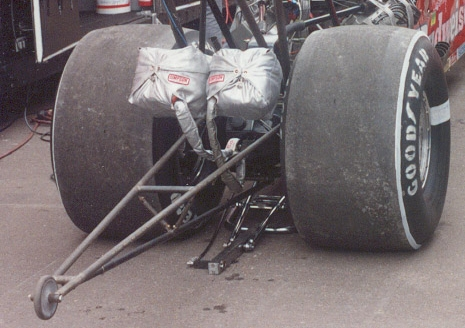
Вілі-стійка (на передньому плані) і парашут (сірий) на Top Fuel драгстері Кенні Бернштейна.

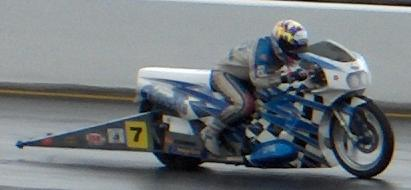
Вілі-стійки на дрег-рейсінгу гоночного мотоцикла Pro Stock.

Вілі-стійки допомагають запобігти підйому переднього кінця транспортного засобу занадто високо або перекидання. У деяких випадках вілі-стійки потрібні для деяких тракторів та вантажних автомобілів. Wham-O розробила та продала додаткові вілі-стійки для вілі-байків.

## Фізика
Вілі є неминуче, коли прискорення є достатнім для зменшення навантаження на передню вісь до нуля. Умови для цього можна обчислити за допомогою так званого «рівняння перенесення ваги»:
{\displaystyle \Delta Weight_{front}=a{\frac {h}{w}}m}
де {\displaystyle \Delta Weight_{front}}це зміна навантаження, яку несуть передні колеса, {\displaystyle a} це поздовжнє прискорення, {\displaystyle h}це центр висоти мас, {\displaystyle w} це колісна база, і {\displaystyle m}це загальна маса транспортного засобу.
Еквівалентний вираз, який не вимагає знати навантаження, яке несе передні колеса, а також загальну масу транспортного засобу, полягає в мінімальному поздовжньому прискоренні, необхідному для колеса:
{\displaystyle a_{min}=g{\frac {b}{h}}}
де {\displaystyle g}це прискорення вільного падіння, {\displaystyle b} це горизонтальна відстань від задньої осі до центру мас, і {\displaystyle h} це вертикальна відстань від землі до центру мас. Таким чином, мінімальне необхідне прискорення прямо пропорційне тому, наскільки далеко розташований центр маси, і обернено пропорційне тому, наскільки високо він розташований.
Оскільки механічну потужність можна визначити як силу помножену на швидкість руху в одному вимірі, а сила еквівалентна масі помноженій на прискоренню, то мінімальна потужність, необхідна для вілі, може бути виражена як добуток маси, швидкості та мінімального прискорення, необхідного для вілі:
{\displaystyle P_{min}=mva_{min}}
Таким чином, мінімальна необхідна потужність прямо пропорційна масі транспортного засобу та його швидкості. Чим повільніше рухається транспортний засіб, тим менше потужності потрібно для виконання вілі, і це навіть не враховуючи потужності, необхідної для подолання аеродинамічного опору, яка збільшується з кубом швидкості. Тому найменший необхідний обсяг енергії є коли транспортний засіб починає розганятися зі стану спокою.
Що стосується тяги трактора і вантажівки, то сила на тягнення вантажу застосовується над землею, і тому вона також діє для підняття передніх коліс і, таким чином, зменшує прискорення вперед, необхідне для підняття передніх коліс.
Загальна потужність {\displaystyle P} потрібна протягом вілі, нехтуючи опором повітря може бути виражена як:
{\displaystyle P_{T}=m[a_{x}v_{x}+(x_{2}\cos \theta -y_{1}\sin \theta +k^{2})\alpha \omega ]}
де {\displaystyle m}це транспортний засіб з масою, {\displaystyle k} це радіус інерції перерізу транспортного засобу, {\displaystyle x_{2}} та {\displaystyle y_{1}} це відстані від плями контакту заднього колеса до центру мас, {\displaystyle a_{x}} це горизонтальне прискорення, {\displaystyle v_{x}} це горизонтальна швидкість, {\displaystyle \theta } це кут транспортного засобу від горизонталі, {\displaystyle \omega } це кутова швидкість обертання транспортного засобу, і {\displaystyle \alpha } це кутове прискорення обертання транспортного засобу. Це можна розділити на компоненти, необхідні лише для горизонтального прискорення
{\displaystyle P_{H}=ma_{x}v_{x}}
і компоненти, необхідні лише для підйому та обертання транспортного засобу
{\displaystyle P_{R}=m(x_{2}\cos \theta -y_{1}\sin \theta +k^{2})\alpha \omega }
Коефіцієнт M може бути розрахований як відношення потужності, необхідної для підйому та обертання транспортного засобу, і потужності, необхідної лише для горизонтального прискорення.
{\displaystyle M_{}={\frac {P_{R}}{P_{H}}}={\frac {(x_{2}\cos \theta -y_{1}\sin \theta +k^{2})\alpha \omega }{a_{x}v_{x}}}}

## Галерея
- Мотоцикліст, що виконує вілі (відео)

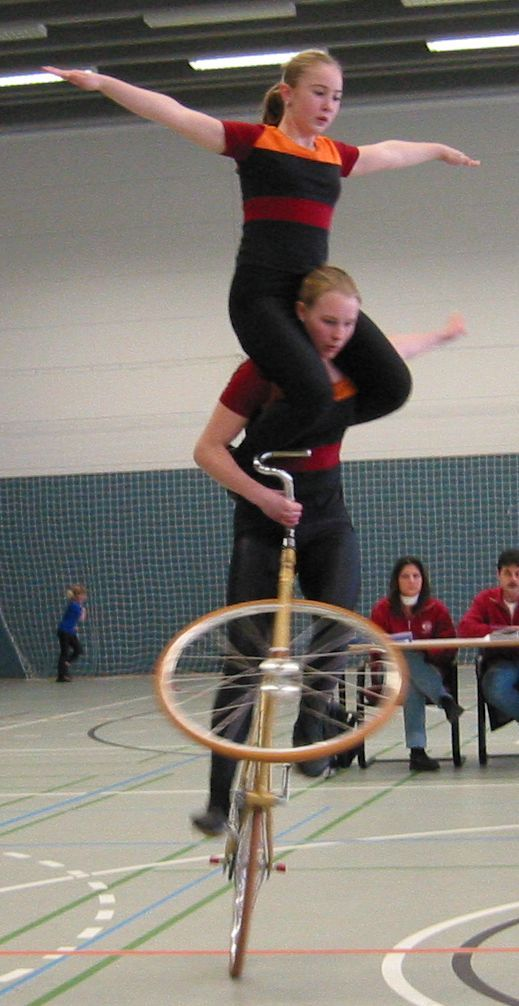
Вілі, як частина артистичної їзди на велосипеді
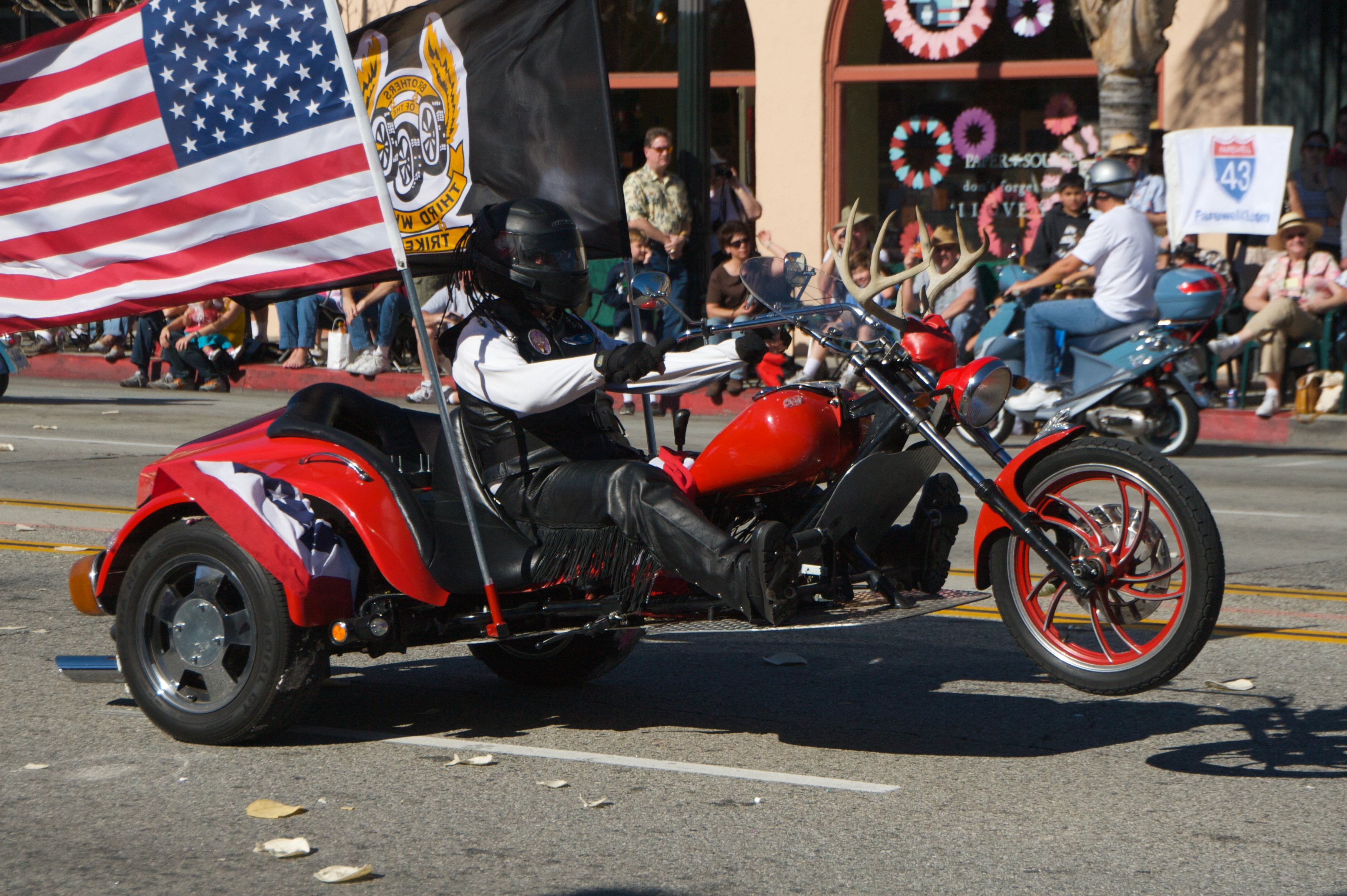
Трайк, що виконує вілі
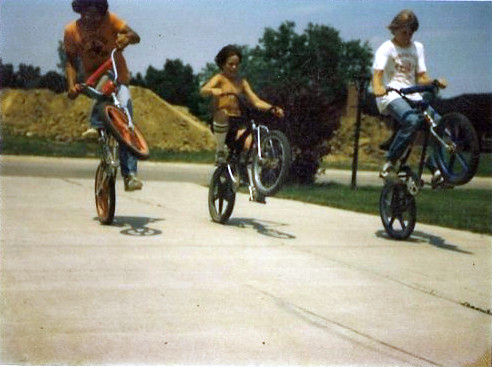
Вілі сидячи і стоячи на велосипеді
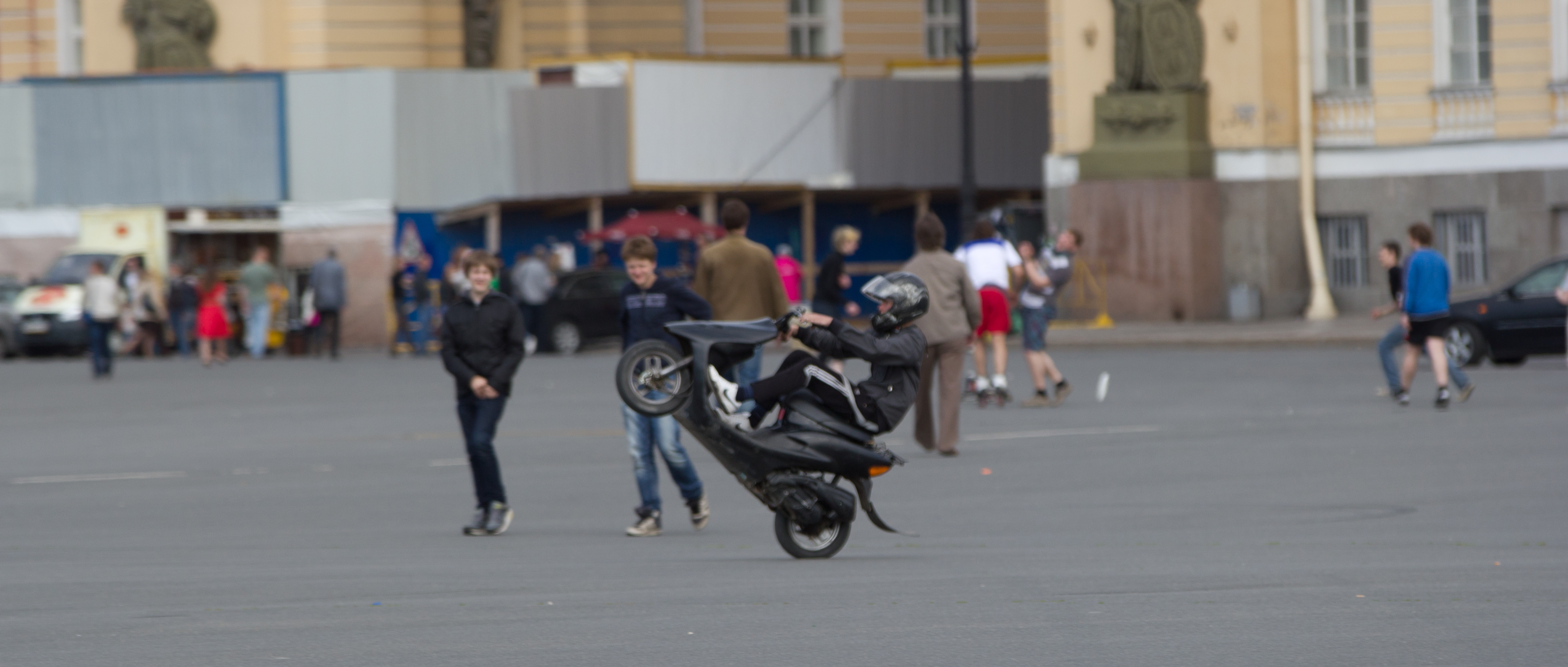
Скутер, що виконує вілі
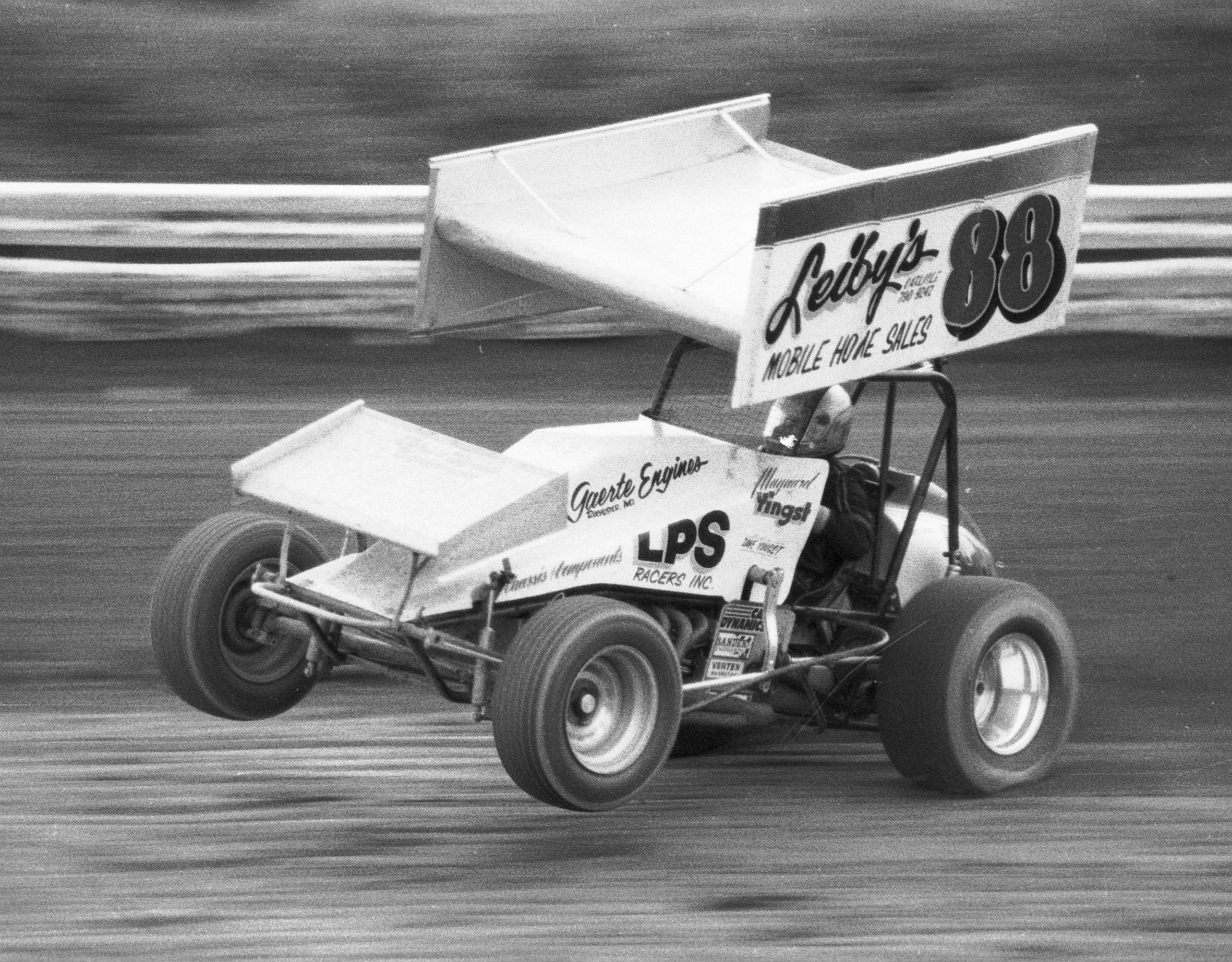
Спринтовий автомобіль, що виконує вілі
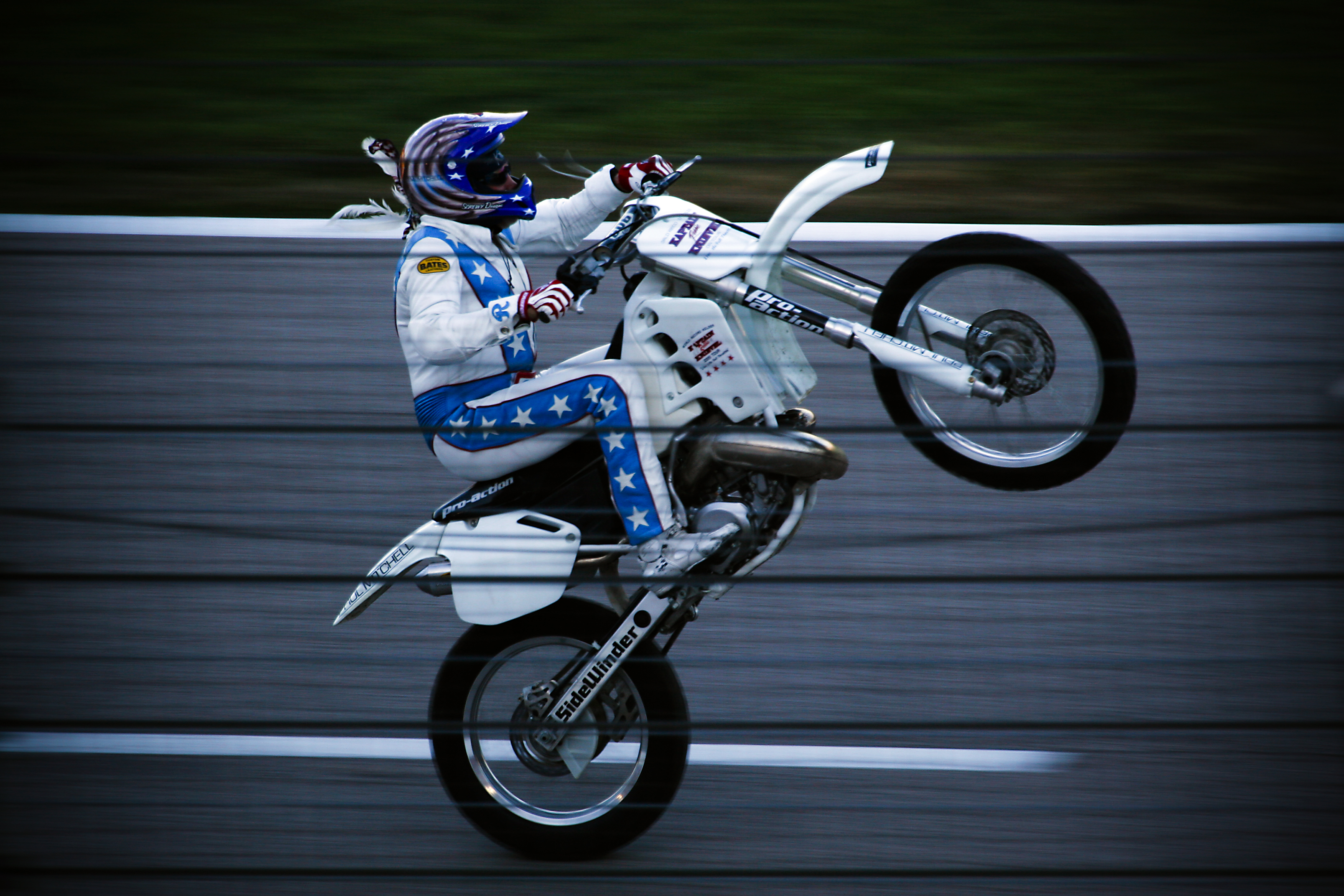
Robbie Knievel, що виконує вілі
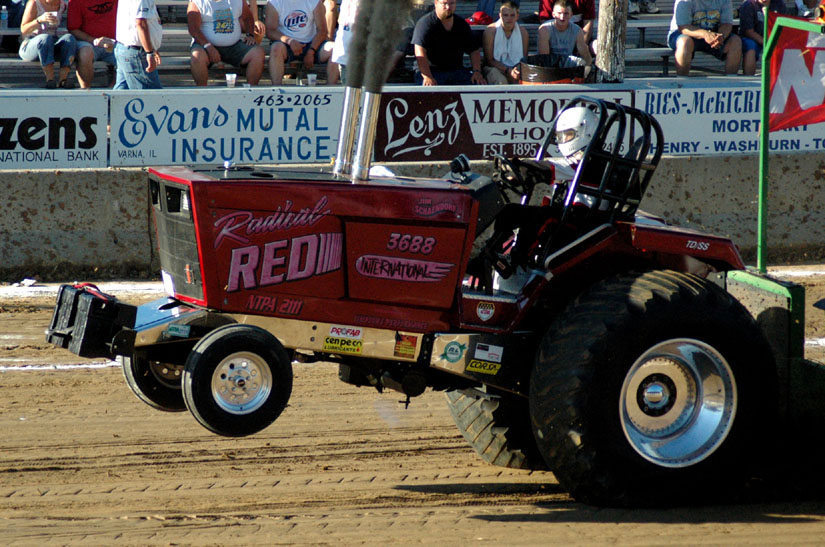
Трактор, що виконує вілі
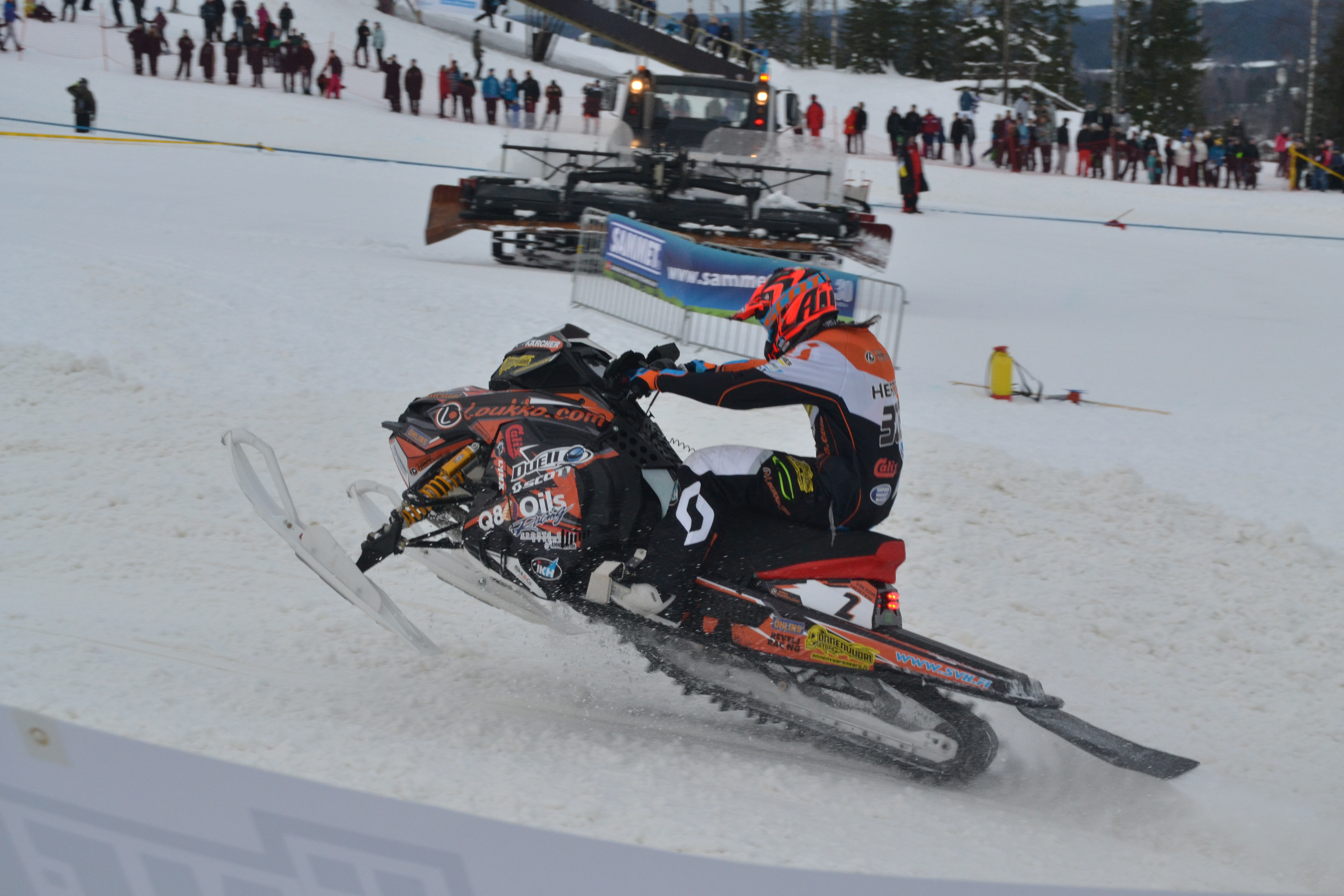
Снігоцикл, що виконує вілі